# Carlos Ruiz Zafón
Carlos Ruiz Zafón (Barcelona, 25 september 1964 – Los Angeles, 19 juni 2020) was een Spaanse romanschrijver. Hij werd wereldwijd bekend door de publicatie in 2001 van zijn roman La sombra del viento (De schaduw van de wind) en schreef diverse romans, jeugdboeken en enkele filmscenario's. Hij was winnaar van talloze literaire prijzen en zijn werk stond op de lijst van 100 beste Spaanstalige boeken van de afgelopen 25 jaar die gemaakt werd in 2007 door 81 Latijns-Amerikaanse en Spaanse auteurs en critici.

## Levensloop
Ruiz Zafón groeide op in een middenstandsgezin met nog twee broers. Zijn grootouders waren fabrieksarbeiders, zijn vader was verzekeringsagent en zijn moeder was huisvrouw. Hij volgde zijn middelbareschoolopleiding aan het toonaangevende jezuïetencollege "Colegio de San Ignacio de Sarrià", waar de zonen van de toenmalige politieke en economische elite naartoe gingen. Hierna schreef hij zich in op de universiteit om daar informatiewetenschappen te gaan studeren, maar hij stopte tussentijds met deze studie om te gaan werken in de reclamewereld. Uiteindelijk werd hij creatief directeur van een groot reclamebureau in Barcelona. In 1992 stopte hij hiermee om zich geheel aan het schrijven van literatuur te wijden. Vlak daarna emigreerde hij naar de Verenigde Staten. Hij ging wonen in Los Angeles, waar hij kort werkzaam was als scenarioschrijver, hetgeen hij kon doen omdat hij het Engels vloeiend beheerste. Zijn eigen verklaring voor zijn literaire ambities lag in het feit dat hoewel beide ouders die niet hadden er thuis wel altijd "de wereld van het leren en boeken erg belangrijk was".
Ruiz Zafón was sinds 1993 getrouwd met de vertaalster Mari Carmen Bellver en overleed in 2020 na twee jaar ziek te zijn geweest op 55-jarige leeftijd aan darmkanker.

## Literaire loopbaan
Ruiz Zafón werd bekend als schrijver na de publicatie van La sombra del viento (De schaduw van de wind) in 2001. Dit boek won talrijke internationale prijzen en werd over de hele wereld miljoenen keren verkocht. Het werk van Ruiz Zafón is in meer dan veertig landen en meer dan dertig verschillende talen verschenen. Ruiz Zafón leverde regelmatig bijdragen aan vooraanstaande Spaanse kranten, zoals El País en La Vanguardia.
Met zijn eerste roman, El príncipe de la niebla (De Nevelprins, 1993), behaalde hij de Edebé-literatuurprijs voor jeugdfictie. Tevens was hij de schrijver van drie andere jeugdromans: El palacio de la medianoche (1994), Las luces de septiembre (1995) en Marina (1999).
Ruiz Zafóns tweede roman, een prequel op De schaduw van de wind, verscheen op 28 mei 2009. Het heet Het spel van de engel en speelt zich af in Barcelona in de jaren 20 en 30 van de twintigste eeuw. Het boek volgt een jonge schrijver die door een mysterieuze persoon benaderd wordt om een boek te schrijven. De Spaanse editie werd in april 2008 gepubliceerd door Planeta.
In 2011 verscheen El prisionero del cielo (De gevangene van de hemel), de derde roman, die zich afspeelt in de wereld van De schaduw van de wind. Het vierde deel, El laberinto de los espíritus (Het labyrinth der geesten) verscheen begin 2017 in het Spaans en in Nederland op 7 november 2017. De vier romans vormen het vierluik Het Kerkhof der Vergeten Boeken.

### Romans
- La sombra del viento (Barcelona: Planeta, 2002)
- Gaudí en Manhattan (Barcelona: Planeta, 2004), kort verhaal
- El juego del ángel (Barcelona: Planeta, 2008)
- El prisionero del cielo (Barcelona: Planeta, 2011)
- El laberinto de los espíritus (Barcelona: Planeta, 2017)

### Jeugdliteratuur
- El príncipe de la niebla (Barcelona: Edebé, 1993)
- El palacio de la medianoche (Barcelona: Edebé, 1994)
- Las luces de septiembre (Barcelona: Edebé, 1995)
- Marina (Barcelona: Edebé, 1999)
- Rosa de fuego (2012), kort verhaal in het tijdschrift Magazine y Diario de Ibiza

## Literaire prijzen
- Premio Edebé de Literatura Infantil y Juvenil 1993 voor El príncipe de la niebla
- Finalist van de Premio Fernando Lara de Novela 2000, voor La sombra del viento
- Shortlist voor Author of the year van de British Book Awards, in 2006
- Prijs voor het beste buitenlandse boek van 2004 in Frankrijk
- Prijs van de Canadian Book Assocation, Quebec
- Prijs voan het Literario Casino da Póvoa, Póvoa de Varzim, Portugal
- Bjornsononderscheiding in Noorwegen
- Barry Award voor het beste boek in de Verenigde Staten
- Original Voices Award, Verenigde Staten
- Premio de la Fundación José Manuel Lara Hernández Spanje 2004 voor het bestverkochte boek van het jaar ervoor
- Booker Prize 2005, Verenigde Staten
- Premio Euskadi de Plata 2008 voor El juego del ángel[9]
- Nielsen Award, Groot-Brittannië
- Shortlist Premio Llibreter Spanje
- Ottakar's Award, Groot-Brittannië
- Premio de la Fundación José Manuel Lara voor het bestverkochte boek
- Publieksprijs van de lezer van dagblad La Vanguardia
- Premio Protagonistas Spanje
- Premio Pep Arnau Spanje